# 雲龍院
雲龍院（うんりゅういん）は、京都府京都市東山区泉涌寺山内町にある真言宗泉涌寺派の寺院。泉涌寺別院。山号は瑠璃山。本尊は薬師如来。西国薬師四十九霊場第40番札所。泉山七福神巡り第5番（大黒天）札所。

## 歴史
南北朝時代は北朝の後光厳天皇の勅願により、竹巌聖皐を開山として応安5年（1372年）に龍華院と共に創建された。後円融天皇、後小松天皇、称光天皇など皇室の帰依を受けて発展したとされる。
文明2年（1470年）には応仁の乱の余波を受けて全焼し、後光厳天皇、後円融天皇の尊像を残すのみとなるほどの被害を被った。
江戸時代初期、如周宗師が隣接する後円融天皇縁の龍華院を併合する。
勅願の寺院で皇室との縁の深さから、他の塔頭と同じく泉涌寺山内にありながら別格本山という高い寺格が与えられている。また、霊明殿には北朝歴代天皇の御尊牌が奉安されている。
毎年1月の第2月曜日（成人の日）に行われる泉山七福神巡りでは五番として大黒天を奉祀する。

## 伽藍
- 龍華殿（本堂） – 室町時代は康応元年（1389年）に後円融天皇により建立されたが焼失、後土御門天皇の寄進により再建された。現在の堂は江戸時代は寛永年間の再建。寄棟、こけら葺き。国の重要文化財（昭和41年（1966年）指定）。
- 霊明殿 – 皇族の位牌堂、1868年（明治元年）再建。
- 不明門（正門）
- 庭園 – 庭石の2つは、東山七条にあった豊臣秀吉建立の方広寺大仏殿（京の大仏）の礎石と伝わる。
- 書院
- 客殿
- 庫裡
- 鐘楼
- 鎮守社

## 文化財

### 重要文化財
- 本堂
- 絹本著色後円融院像 – 土佐光信筆、後土御門天皇宸翰の賛あり。
- 法華経（開結共）10巻（泉涌寺・雲龍院共有） 巻八に後奈良天皇宸翰の跋あり。

### その他
- 薬師三尊像 – 薬師如来坐像を中尊、日光菩薩・月光菩薩立像を脇侍とする三尊像。鎌倉時代作。
- 後光厳天皇尊像・後円融天皇尊像 -南北朝時代作。霊明殿安置。共に烏帽子直衣姿の彩色像。
- 大黒天立像（走り大黒天） – 室町時代作 。
- 大石良雄（大石内蔵助）筆「龍淵」
- 雲龍院では霊園や寺院がご遺骨を管理・供養してくれる永代供養をおこなっていて自動搬送式の納骨堂がある。[1]

## 利用情報
- 開門時間 – 9:00 – 16:30、夏季は9:00 – 17:00
- 所在地 – 〒605-0977 京都府京都市東山区泉涌寺山内町36

## 交通アクセス
- JR奈良線・京阪本線東福寺駅下車、徒歩10分
- 京都市営バス「泉涌寺道」（202・207・208系統）下車、徒歩約10分。